# Bulbophyllum apertum
Bulbophyllum apertum är en orkidéart som beskrevs av Rudolf Schlechter. Bulbophyllum apertum ingår i släktet Bulbophyllum och familjen orkidéer. Inga underarter finns listade i Catalogue of Life.